# Polityka biurokratyczna
Polityka biurokratyczna – model podejmowania decyzji w ramach polityki zagranicznej, zakładający, że decyzje państwa są wynikiem umowy między grupami biurokratycznymi posiadającymi sprzeczne interesy. Ich decyzje są odzwierciedleniem względnej siły biurokratów lub organizacji, które reprezentują.